# Johann Michael Ackner

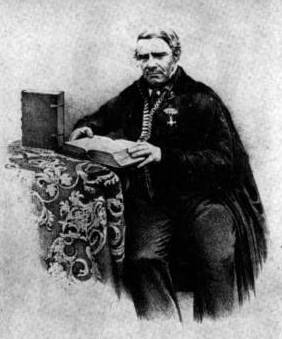
Johann Michael Ackner

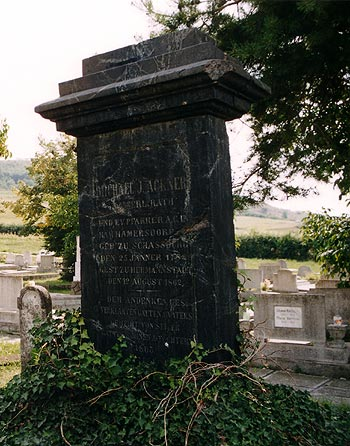
Ackner-Gedenkstein in Hammersdorf

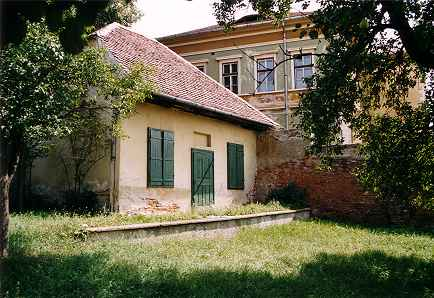
Ackners Kabinett in Hammersdorf

Johann Michael Ackner (* 25. Januar 1782 in Schäßburg; † 12. August 1862 in Hammersdorf) war ein siebenbürgischer Archäologe und Naturforscher.
Ackner gilt als Mitbegründer deutscher Forschung in Siebenbürgen. Besondere Anerkennung erwarb er sich mit Arbeiten zur Archäologie und Geologie.

## Leben und Werk
Johann Michael Ackner besuchte die Bergschule Schäßburg und das Gymnasium in Hermannstadt. Später studierte er in Wittenberg und Göttingen Theologie, aber auch Philosophie, Geschichte, Naturwissenschaften, Vergleichende Anatomie und Medizingeschichte, Philologie und Archäologie.
Nach einer langen Studienreise durch Europa ließ sich Ackner 1808 als Gymnasiallehrer für Philologie und Archäologie in Hermannstadt nieder. 1821 wurde Ackner zum Pfarrer in Hammersdorf gewählt. Dort fand er genügend Zeit, sich seinen Studien zu widmen. Im Zuge seiner ausgedehnten Reisen wendete sich Ackner ab 1829/30 immer mehr der Mineralogie und Geologie und dann vor allem der Archäologie zu. 1851 wurde er zum Mitglied der Leopoldina gewählt.
Seine rastlose wissenschaftliche Arbeit wurde 1854 mit dem Goldenen Verdienstkreuz mit der Krone und 1858 mit dem Titel Kaiserlicher Rat gewürdigt.
Noch 1860, im Alter von 78 Jahren, war es Ackner möglich, zu wissenschaftlichen Zwecken über Triest und Venedig nach Wien zu reisen.
Verheiratet war Ackner ab 1810 – also 52 Jahre – mit Maria Magdalena Ebner und hatte mit ihr zusammen zwölf Kinder.

## Schriften
- Antiqua musei Parisiorum monumenta. Hermannstadt 1809.
- mit Johann Karl Schuller: Der Hermannstädter Stuhl im Großfürstenthum Siebenbürgen (Land der Sachsen.). H. F. Müller, Wien 1840 (Digitalisat).
- Mineralogie Siebenbürgens mit geognostischen Andeutungen. Steinhaussen, Hermannstadt 1847 (Digitalisate: T. 1; T. 2); Neuauflage 1855 (Digitalisat).
- Beitrag zur Geognosie und Petrefaktenkunde des südöstlichen Siebenbürgens, vorzüglich der Schichten aus dem Bereich des Hermannstaedter Bassins: Bei der Akademie eingegangen den 12. November 1851. In: Nova acta Academiae Caesareae Leopoldino-Carolinae Germanicae Naturae Curiosorum. Bd. 24 (1854), 2. Abt., Nr. 8, S. 897–936. (Digitalisat)
- Die Colonien und militärischen Standlager der Römer in Dacien im heutigen Siebenbürgen. Hof- und Staatsdruckerei, Wien 1857.
- Die römischen Alterthümer und deutschen Burgen in Siebenbürgen mit einer Übersichtskarte. Hof- und Staatsdruckerei, Wien 1857.
- mit Friedrich Müller: Die römischen Inschriften in Dacien. Tendler, Wien 1865 (Digitalisat).